# Eselstation

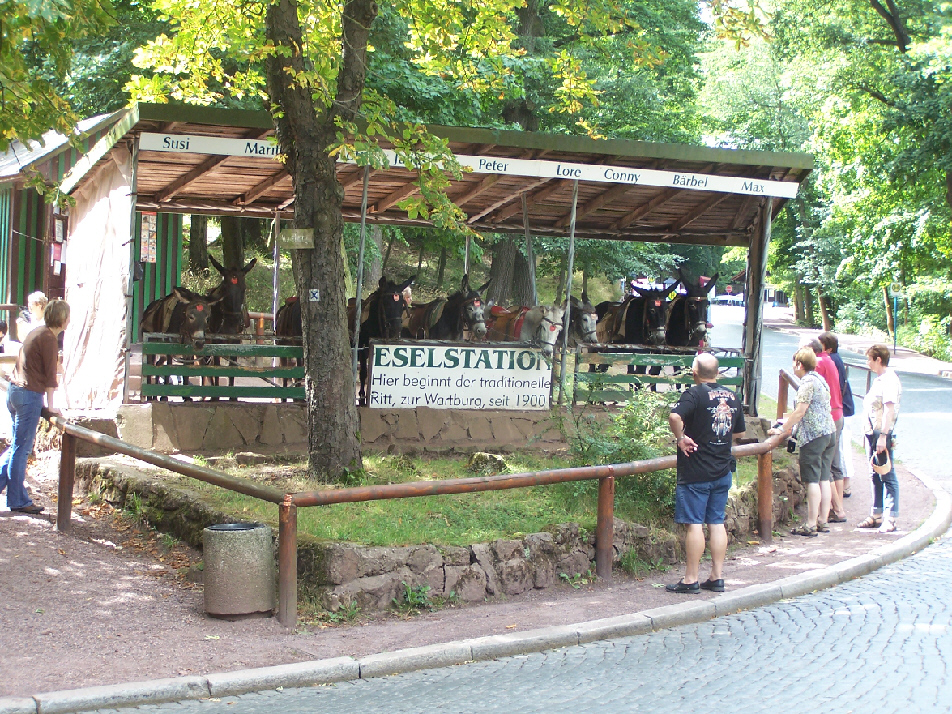
An der Eselstation

Die Eselstation, in alten Eisenacher Stadtführern auch als „die Eselei“ bezeichnet, war der traditionelle Standplatz der Wartburgesel und in den Frühlings- und Sommermonaten eine Touristenattraktion am Hauptzugangsweg zur Wartburg.
Bereits seit 1900 konnten Touristen, in der Regel Kinder, mit den acht bis zehn Eseln ein etwa 400 m langes Wegstück zur Burg hinaufreiten. Ganz in der Nähe befindet sich der Elisabethbrunnen.

## Geschichte

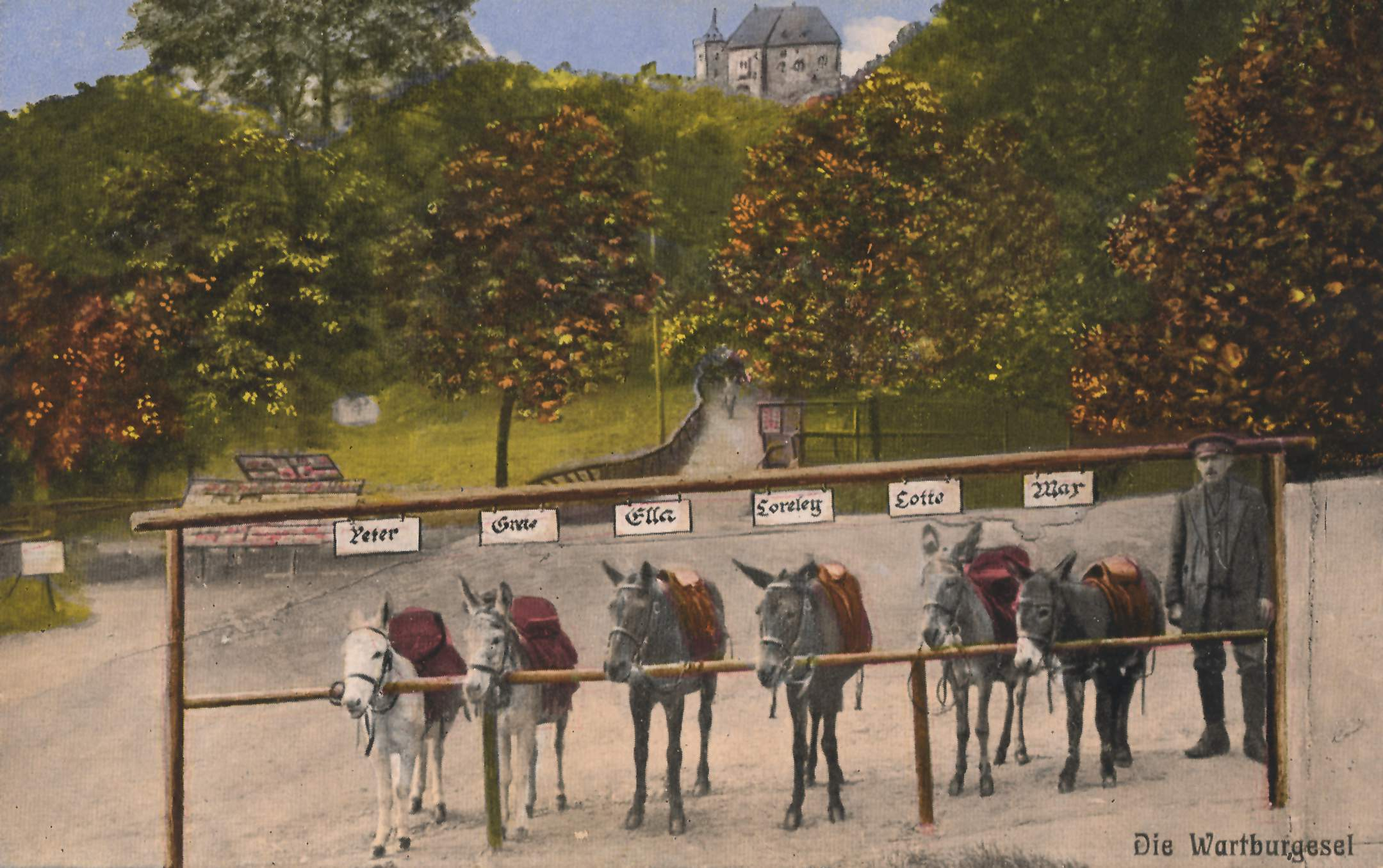
Ansichtskarte (um 1920)

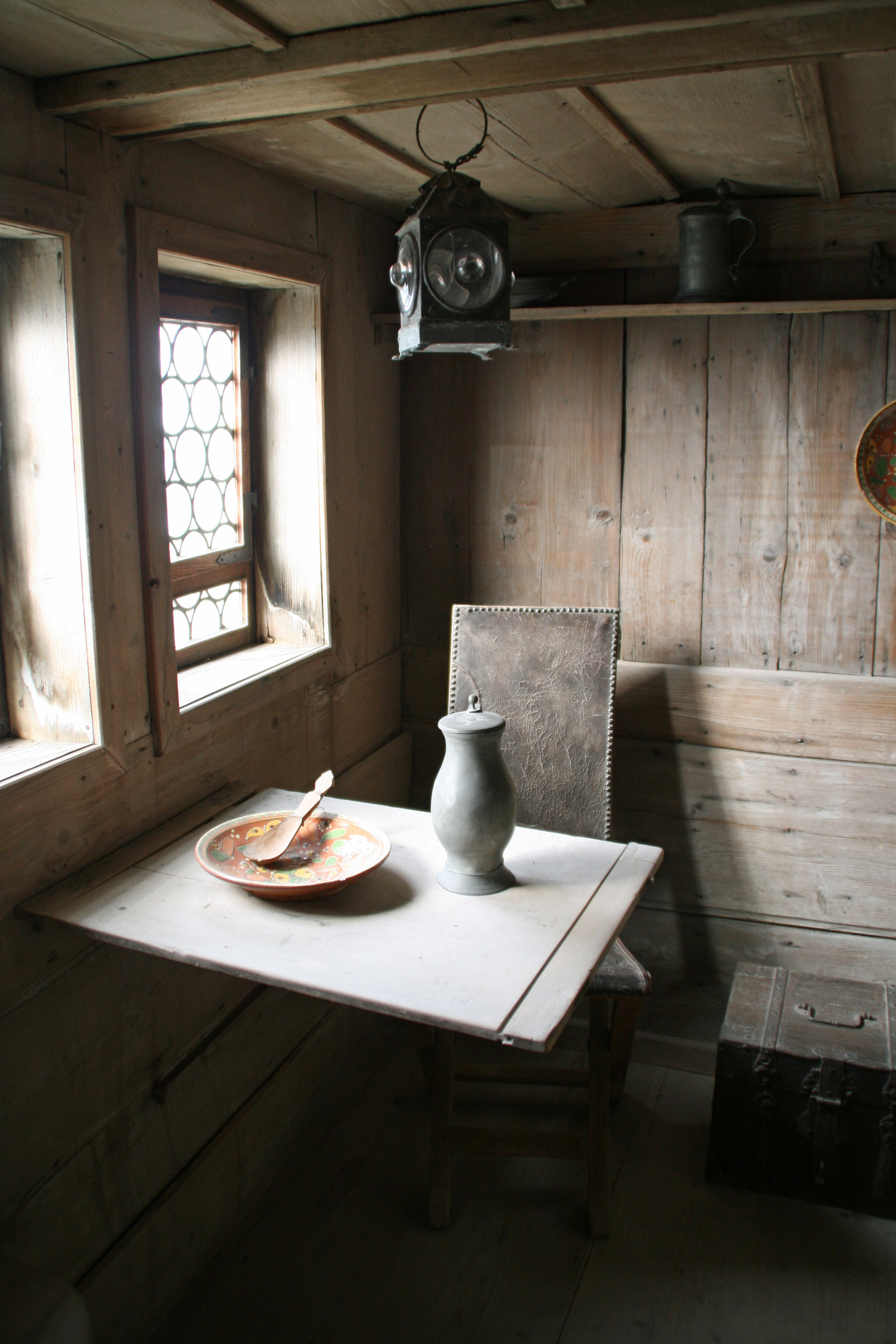
Blick in die Eseltreiberstube der Wartburg

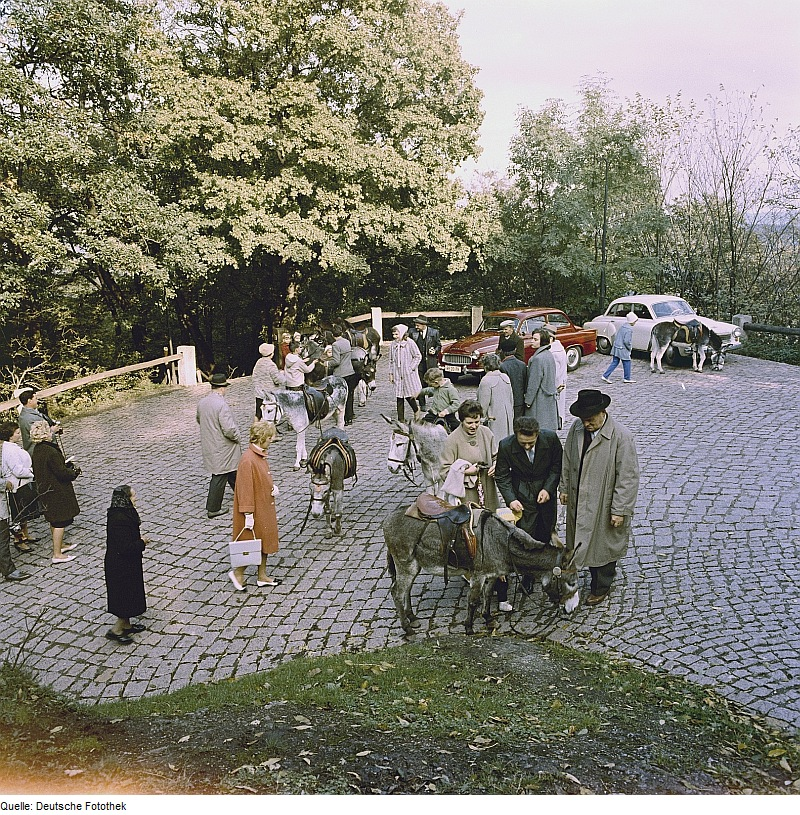
Am Droschkenwendeplatz (1960)

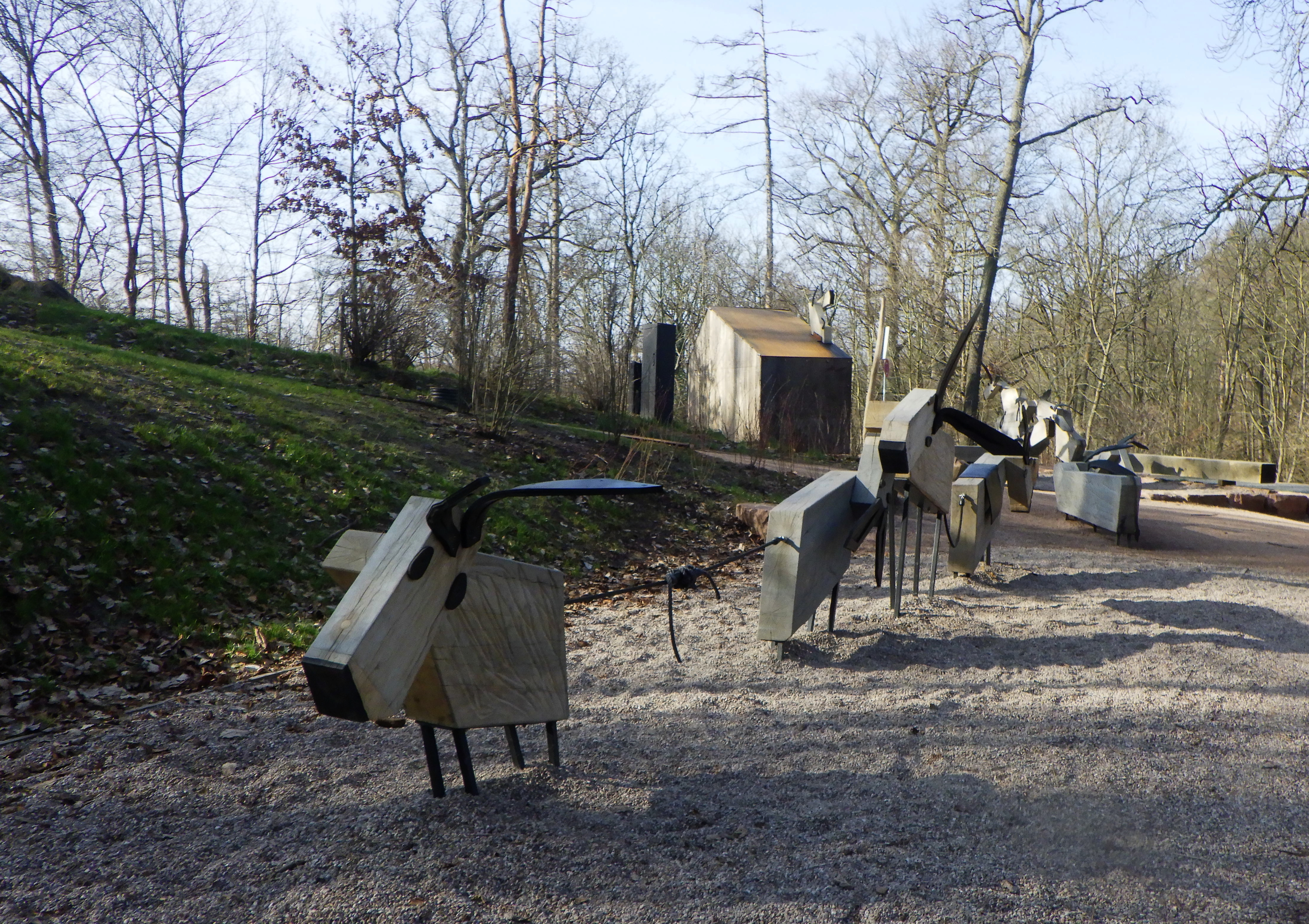
Esel-Erlebnispfad entlang der früheren Eselreitstrecke

Die Vorfahren der heutigen Wartburgesel dienten seit über 800 Jahren als Lasttiere zur Versorgung der Burg mit Trinkwasser, Brennholz, Lebensmitteln und Baumaterialien.
Neben Martin Luthers Studierstube befindet sich auf der Burg das sogenannte Eseltreiberstübchen, ein winziger Raum und Schlafplatz für den burgeigenen Eseltreiber.
Seit alters her waren auch die Einwohner des Ehrensteigs in der Eisenacher Weststadt mit ihren Grautieren für die tagtäglich anfallenden Boten- und Versorgungsdienste der Wartburg zuständig.
Als Gegenleistung waren sie von allen Abgaben und Steuern befreit.
Um 1880 ging die große Zeit der Eseltransporte bereits ihrem Ende entgegen, dafür wurden nun Pferdefuhrwerke und später Lastkraftwagen und Taxis eingesetzt. Um den wachsenden Besucherverkehr bewältigen zu können, wurde zeitweise sogar der Bau einer Seilbahn zum Hotel auf der Wartburg geplant. In dieser Zeit wurden von den Eisenacher Stadtführern angeschaffte Esel für den Ritt zur Wartburg angeboten. Die Gäste konnten in einer knappen halben Stunde bequem und in Begleitung eines Fremdenführers vom Marktplatz, vom Kartausgarten oder anderen Standorten bis zur Burg hinaufreiten.
Mit dem Aufkommen der Droschken und des Automobilverkehrs zur Wartburg wurde auch diese Erwerbsmöglichkeit der Eseltreiber zunichtegemacht. Es blieb das Eselreiten auf die Wartburg für Kinder, das Familie Hölzer vom Ehrensteig durch vier Generationen als Saisongeschäft betrieb und so zu einem bekannten Eisenacher Traditionsunternehmen wurde.
Traditionell trugen die Esel Namen wie Moritz, Liesel, Moni, Max, Rosi, Anja, Sonja, Conny oder Peter. Sie warteten auf ihren Einsatz in einem Verschlag an der Wartburgallee. An der Eselstation konnte man sich einen Wartburgesel kaufen, die Grautiere aus Plüsch waren als Reiseandenken sehr beliebt. 
Seit 2020 erfolgte faktisch kein Betrieb der Eselstation mehr. 2022 wurde die Station endgültig geschlossen und ein neues Quartier für die Tiere gesucht. Die Tierschutzorganisation PETA begrüßte die Einstellung dieses angeblichen Tierleids.
Die Eselanlage selbst wurde 2022 nach einem Schaden durch umgestürzte Bäume abgerissen. An ihrer Stelle wurde unter dem Schlagwort Eselei ein Spielplatz und ein Wissens- und Erlebnisweg geschaffen und im September 2023 eröffnet.